# Високофункціональний аутизм
Високофункціональний аутизм (англ. High-functioning autism, HFA) історично був класифікацією аутизму, коли людина не виявляє інтелектуальної недостатності, але може демонструвати дефіцит спілкування, розпізнавання та вираження емоцій, а також соціальної взаємодії.
HFA ніколи не включався ані в Діагностичний і статистичний посібник (DSM) Американської психіатричної асоціації, ані в Міжнародну класифікацію хвороб (ICD) Всесвітньої організації охорони здоров'я — дві основні класифікаційні та діагностичні рекомендації щодо психічних захворювань.

## Характеристика
Високофункціональний аутизм характеризується ознаками, подібними до симптомів синдрому Аспергера. Визначальною характеристикою, визнаною психологами, є значна затримка розвитку ранніх мовних і мовних навичок, до трирічного віку. Діагностичні критерії синдрому Аспергера виключають загальну мовну затримку.
Подальші відмінності в особливостях людей з високофункціональним аутизмом від людей з синдромом Аспергера включають наступне:
- Нижча здатність до словесного міркування
- Кращі візуальні/просторові навички (Бути унікальним художнім талантом)
- Менш відхиляється рух (наприклад, незграбність)
- Проблеми з самостійним функціонуванням
- Цікавість і інтерес до багатьох різних речей
- Не так добре співпереживає іншим людям
- Співвідношення чоловіків і жінок (4:1) набагато менше

### Супутні захворювання
Особи з розладами аутистичного спектру, включаючи високофункціональний аутизм, ризикують розвинути симптоми тривоги. Хоча тривога є одним з найбільш часто зустрічаються симптомів психічного здоров'я, діти та підлітки з високофункціональним аутизмом піддаються ще більшому ризику розвитку симптомів.
Існують інші супутні захворювання, наявність одного або кількох розладів на додаток до основного розладу, пов'язаного з високофункціональним аутизмом. Деякі з них включають біполярний розлад і обсесивно-компульсивний розлад (ОКР). Зокрема, було вивчено зв'язок між HFA та OCD; обидва мають аномалії, пов'язані з серотоніном.
Спостережувані супутні захворювання, пов'язані з HFA, включають СДУГ і синдром Туретта . HFA не викликає та не включає інтелектуальну недостатність. Ця характеристика відрізняє HFA від слабофункціонального аутизму ; від 40 до 55 % людей з аутизмом також мають інтелектуальну недостатність.

### Поведінка
Зв'язок між HFA та кримінальною поведінкою не повністю охарактеризований. Кілька досліджень показали, що особливості, пов'язані з HFA, можуть збільшити ймовірність участі у злочинній поведінці. Хоча в цій галузі необхідно провести ще багато досліджень, останні дослідження кореляції між HFA та кримінальними діями свідчать про необхідність розуміння атрибутів HFA, які можуть призвести до насильницької поведінки. Було проведено кілька тематичних досліджень, які пов'язують відсутність емпатії та соціальну наївність, пов'язану з HFA, зі злочинними діями.
Все ще існує потреба в додаткових дослідженнях зв'язку між HFA та злочинами, оскільки багато інших досліджень вказують на те, що більшість людей з ASD частіше стають жертвами та рідше вчиняють злочини, ніж загальне населення. Але є також невеликі підгрупи людей з аутизмом, які скоюють злочини, тому що їм не вистачає розуміння законів, які вони порушили. Особливо часто виникають непорозуміння щодо аутизму та статевих злочинів, оскільки багато людей з аутизмом не отримують статевої освіти.

## Причина
Хоча мало що відомо про біологічну основу аутизму, дослідження виявили структурні аномалії в окремих областях мозку. Області, ідентифіковані в «соціальному» мозку, включають мигдалеподібне тіло, верхню скроневу борозну, веретеноподібну звивину та орбітофронтальну кору . Подальші аномалії спостерігалися в хвостатому ядрі, яке, як вважають, бере участь у обмежувальній поведінці, а також у значному збільшенні кількості кортикальної сірої речовини та нетиповому зв'язку між областями мозку.

## Діагностика та IQ

Нормалізований розподіл IQ із середнім значенням 100 і стандартним відхиленням 15

HFA не є визнаним діагнозом Американської психіатричної асоціації чи Всесвітньої організації охорони здоров'я . Однак HFA часто використовується в клінічних умовах для опису набору симптомів, пов'язаних із розладом спектру аутизму, при якому вони демонструють стандартні показники аутизму, хоча мають коефіцієнт інтелекту (IQ) 70 або більше.
Для сучасних тестів IQ необроблений бал перетворюється на нормальний розподіл із середнім значенням 100 і стандартним відхиленням 15. Це призводить до того, що приблизно дві третини населення набирають бали між IQ 85 і IQ 115 і близько 2,5 відсотка кожен вище 130 і нижче 70.
Шкали IQ мають порядкову шкалу . Необроблений бал стандартної вибірки зазвичай (порядок рангу) перетворюється на нормальний розподіл із середнім значенням 100 і стандартним відхиленням 15. Хоча одне стандартне відхилення становить 15 пунктів, а два SD — 30 балів і так далі, це не означає, що розумові здібності лінійно пов'язані з IQ, так, що IQ 50 означав би половину когнітивних здібностей IQ 100. Зокрема, бали IQ не є процентними пунктами.
Діагноз інтелектуальної недостатності частково базується на результатах IQ-тестування. Прикордонне інтелектуальне функціонування — це категорія осіб із когнітивними здібностями, нижчими за середні (IQ 71–85), хоча й не такими низькими, як ті з інтелектуальною недостатністю (70 або нижче).

## Лікування
Хоча не існує єдиного лікування або ліків для людей з аутизмом, існує кілька стратегій, які допомагають зменшити симптоми та наслідки захворювання. Однак не існує єдиного розміру, який підходить для всіх рішень, так що найкращий курс лікування відрізняється для кожної людини. Крім того, дослідження показують, що більш рання діагностика та втручання, швидше за все, матимуть значний позитивний ефект пізніше в житті.

### Підсилювальна та альтернативна комунікація
Допоміжна та альтернативна комунікація (AAC) використовується для аутистів, які не можуть спілкуватися усно, зокрема на українському ринку існує кілька додатків на основі PECS-карток. Людей, які мають проблеми з розмовою, можна навчити використовувати інші форми спілкування, такі як мова тіла, комп'ютери, інтерактивні пристрої та зображення. Комунікаційна система обміну зображеннями (PECS) є широко використовуваною формою доповнювального та альтернативного спілкування з дітьми та дорослими, які не можуть добре спілкуватися усно. Людей навчають, як пов'язувати картинки і символи зі своїми почуттями, бажаннями і спостереженнями, і вони можуть бути в змозі пов'язувати речення разом зі словниковим запасом, який вони формують.

### Лікарі-логопеди
Логопеди (SLPs) можуть допомогти людям з аутизмом, які потребують розвитку або вдосконалення навичок спілкування. Люди з аутизмом можуть мати проблеми зі спілкуванням або розмовою. За даними ASHA, SLP можуть допомогти діагностувати аутизм, оскільки вони часто є одними з перших перегородок, які бачать діти з аутизмом, і допомагають знайти засоби спілкування, які краще підходять дитині. Вони також можуть консультувати доглядачів та супроводжувати людей з аутизмом, коли вони переходять у доросле життя та робоче середовище, наприклад, допомагати в написанні адекватного резюме. SLP може навчити когось, як ефективніше спілкуватися з іншими, або попрацювати над розвитком мовленнєвих моделей. SLP використовують різноманітні методи лікування залежно від потреб дитини та переваг практикуючого лікаря, як правило, суміш, що складається з більшості перспективних методів лікування та кількох невстановлених методів лікування відповідно до науково обґрунтованих рекомендацій.

### Ерготерапія
Ерготерапія допомагає дітям-аутистам і дорослим навчитися повсякденним навичкам, які допомагають їм виконувати щоденні завдання, такі як особиста гігієна та рух. Ці навички потім інтегруються в їхнє домашнє, шкільне та робоче середовище. Терапевти часто допомагають людям навчитися пристосовувати навколишнє середовище до свого рівня навичок. Цей тип терапії може допомогти аутистам стати більш залученими до свого оточення. Ерготерапевт створить план, заснований на потребах і бажаннях людини, і працюватиме з ними для досягнення поставлених цілей.

### Прикладний аналіз поведінки (ABA)
Американська академія педіатрії вважає прикладний аналіз поведінки (ABA) найефективнішою терапією розладів спектру аутизму . ABA зосереджується на навчанні адаптивної поведінки, як-от соціальних навичок, ігрових навичок або навичок спілкування, а також на зменшенні проблемної поведінки, такої як самотравмування шляхом створення спеціалізованого плану, який використовує методи поведінкової терапії, такі як позитивні чи негативні підкріплення, щоб заохочувати або перешкоджати певній поведінці з часом. Тим не менш, ABA зазнала різкої критики з боку аутичної спільноти, яка вважає її образливою та шкідливою для росту дітей-аутистів.

### Терапія сенсорної інтеграції
Терапія сенсорної інтеграції допомагає людям з аутизмом адаптуватися до різних видів сенсорних подразників. Багато людей з аутизмом можуть бути надмірно чутливими до певних подразників, таких як світло або звуки, що викликає надмірну реакцію. Інші можуть не реагувати на певні подразники, наприклад на розмову з ними. Багато типів терапевтичних заходів включають певну форму гри, таку як використання гойдалок, іграшок та батутів, щоб допомогти людям залучити сенсорні стимули. Терапевти створять план, який зосереджуватиметься на типі стимуляції, з яким людина потребує інтеграції.

### Нейрофідбек
Дослідження показують, що нейрофідбек полегшує певні симптоми аутизму, такі як емоційні спалахи, гіперактивність, опір змінам і стимулювання. Незважаючи на те, що процедура вважається безпечною, неінвазивною, вона потенційно може мати деякі побічні ефекти.

### Ліки
Не існує ліків, спеціально призначених для лікування аутизму. Ліки зазвичай використовуються при симптомах, пов'язаних з аутизмом, таких як депресія, тривога або поведінкові проблеми. Ліки зазвичай використовуються після того, як інші альтернативні форми лікування виявилися неефективними.

## Критика «функціональних» ярликів
Багато медичних працівників, аутистів і прихильників прав аутистів не погоджуються з класифікацією людей на «високофункціональний аутизм» і «низькофункціональний аутизм», заявляючи, що ярлик «низькофункціональний» змушує людей покладати низькі очікування на дитини і дивитися на них як на менших. Крім того, критики ярликів функціонування стверджують, що функціонування людини може коливатися день у день, а категорії не беруть цього до уваги. Рівні функціонування не пов'язані з інтелектуальною недостатністю. Крім того, люди з «середньофункціональним аутизмом», як правило, повністю залишаються поза обговоренням, і через нелінійну природу аутичного спектру люди можуть бути високофункціональними в деяких областях, в той же час бути середніми або низькофункціональними в інших областях.